# Konferenz von Dresden

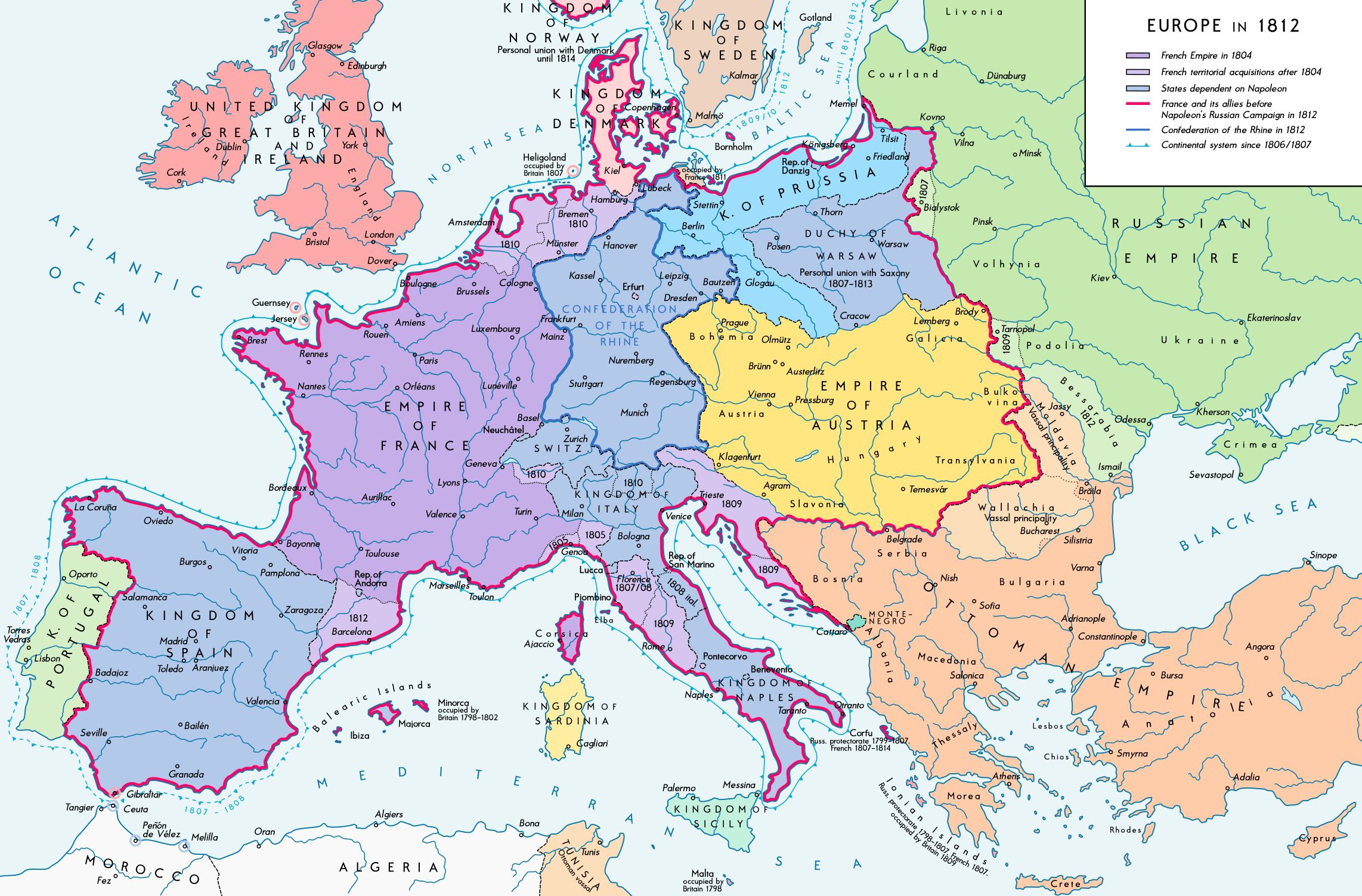
Europa im Jahre 1812. Napoleons Reich und abhängige Klientelstaaten in blauer Farbe, Osterreich-Ungarn in gelber Farbe und Russland in grüner Farbe

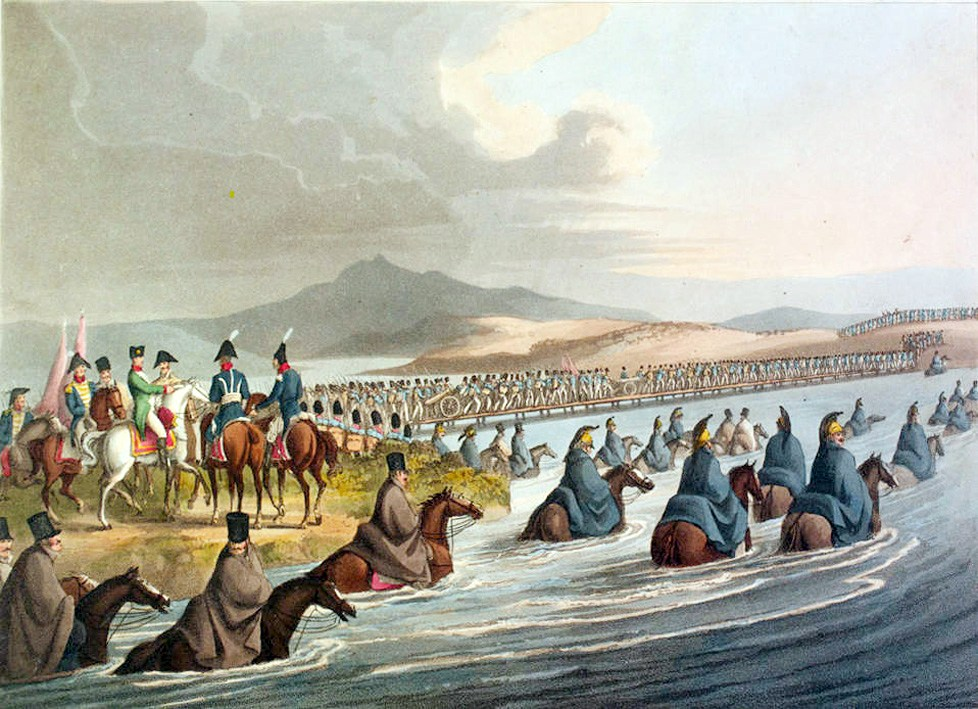
Napoleons Armee überquert den Fluss Memel, Gemälde von John Heaveside Clark

Die Konferenz von Dresden war ein Treffen europäischer Führer im Mai 1812, das Napoleon I. von Frankreich im Rahmen seiner Vorbereitungen für seinen Russlandfeldzug arrangierte. 
Die Konferenz war als Demonstration der Macht Napoleons gedacht, diente als militärische Unterstützung für seinen Feldzug und begann mit Napoleons Ankunft in der sächsischen Hauptstadt Dresden am 16. Mai 1812. Zu den Teilnehmern gehörten mindestens ein Kaiser, sechs Könige und zahlreiche Fürsten, Großherzog, Herzöge und Feldmarschälle. Während der Konferenz sandte Napoleon General Narbonne zu einem Treffen mit dem Zaren Alexander I. von Russland mit einem letzten Ultimatum nach Wilna. Zar Alexander I. weigerte sich, die geforderten territorialen Zugeständnisse zu machen und erklärte, dass er lieber kämpfen würde, als einem „Frieden“ zuzustimmen. Am 29. Mai 1812, einen Tag nach Alexanders Antwort, verließ Napoleon Dresden, um seine Armee nach Russland zu führen.

## Konferenzablauf und -teilnehmer
Ende März 1812 brach ein 21,000 Mann starkes, unter dem Kommando des französischen Generals Jean-Louis-Ebenezer Reynier stehendes sächsisches Armeekorps mit 7.000 Pferden und 48 Geschützen nach Russland auf.
Napoleon kam am 16. Mai 1812 aus Saint-Cloud, Frankreich, nach Dresden. Er wurde von mehr als dreihundert kürzlich in Paris in Dienst gestellten Wagen und einer beträchtlichen Anzahl von Karren mit Silbertellern, Wandteppichen und anderem Luxus sowie von seiner Kaiserin Marie Louise und ihren Trauzeuginnen begleitet. Napoleons Reich war zu jenem Zeitpunkt am größten und er beherrschte die meisten Länder Westkontinentaleuropas. Napoleon arrangierte eine Versammlung der Könige und Fürsten Deutschlands, um seine Macht zu demonstrieren und Unterstützung für seine geplante Invasion in Russland zu sammeln. Eine Reihe von Banketten, Festen und Konzerten wurde abgehalten und Theaterstücke von Schauspielern der besten Theaterkompanien von Paris aufgeführt.
An der Konferenz nahm Franz I., Kaiser von Österreich, mit Ehefrau Maria Ludovika Beatrix von Österreich-Este teil; Friedrich Wilhelm III., König von Preußen, und Friedrich August I., König von Sachsen mit Ehefrau Amalie von Pfalz-Zweibrücken-Birkenfeld-Bischweiler. Anwesend waren auch Maximilian I. Joseph, König von Bayern; Friedrich I.; König von Württemberg, Jérôme Bonaparte, König von Westfalen; Joachim Murat, König von Neapel, und des Weiteren fast alle Fürsten der kleineren deutschen Staaten, Großherzöge, Herzöge, Feldmarschälle und Marschällen des Reiches. Es wurde kolportiert, dass Angst und Hass vor Napoleon viele der Teilnehmer anwesend sein ließen, ebenso wie Bewunderung und Freundschaft, und dass mehr als die Hälfte der Teilnehmer lieber wünschte, Napoleon wäre tot.

## Ultimatum an Zar Alexander I. von Russland
Während der Konferenz hörte Napoleon von der Ankunft des russischen Zaren Alexander I. in Wilna (im heutigen Litauen) und sandte General Narbonne mit einem Ultimatum. Napoleon wünschte die Abtretung von Land an Preußen als Entschädigung für die in früheren Kriegen verlorenen Ländereien und die Schaffung unabhängiger Herzogtümer aus den russischen Gebieten Smolensk und St. Petersburg, wobei Zar Alexander I. in seinem Machtbereich auf das asiatische Russland reduziert wurde. Zar Alexander I. zeigte dem französischen General Narbonne eine Karte von Russland, die seine Weite demonstrierte, und erklärte, dass er keine Feindseligkeiten beginnen, sondern bei einem Angriff kämpfen und gegebenenfalls seine Truppen in den Fernen Osten zurückziehen würde, statt sich zu ergeben. Der französische General Narbonne kehrte am 28. Mai 1812 mit Zar Alexanders I. Ablehnung der Forderungen und einer Erklärung zurück, dass Russland den Krieg einem „Frieden“ vorgezogen habe. General Narbonne erklärte, es sei am besten, einer kurzen Friedensfrist zuzustimmen und die französische Armee für den Winter in Warschau auszuruhen. Napoleon war der Meinung, dass er jetzt keine andere Wahl hatte, als Feindseligkeiten zu eröffnen, in denen er sagte, „die Flasche ist geöffnet - der Wein muss getrunken werden“.

## Rückkehr Napoleons nach dem Russlandfeldzug
Am 14. Dezember 1812 machte Kaiser Napoleon beim Rückzug aus Russland, seinen Truppen vorauseilend, in Dresden Station. Nur wenig mehr als eintausend sächsische Soldaten kehrten im Frühjahr 1813 wieder zurück.